# 言子故居及墨井
言子故居及墨井位于中国江苏省常熟市东言子巷15号、17号，为言子后裔世居之处，传为春秋时孔子弟子言偃（前506—443）的故居。现存建筑为清代重建，东西两路四合院。东路17号第三进厅面阔5间，厅后天井内有墨井。天井围墙上嵌三块清代碑刻，分别为一松山房四止图、言子墓图、言子像。西路15号仅存第三进后堂。1982年11月17日，言子故居及墨井公布为常熟市文物保护单位。 